# Celonites tristiculus
Celonites tristiculus är en stekelart som beskrevs av Kostylev 1935. Celonites tristiculus ingår i släktet Celonites och familjen Masaridae. Utöver nominatformen finns också underarten C. t. karatauicus.